# Хуан Антонио Сан Епифанио
Хуан Антонио Сан Епифанио (шп. Juan Antonio San Epifanio; Сарагоса, 12. јун 1959) је бивши шпански кошаркаш. Играо је на позицији Бек-крила.

## Каријера
Сан Епифанио је играч са највише одиграних утакмица у историји репрезентације Шпаније (293. утакмице). Са репрезентацијом је освојио сребрне медаље на Олимпијским играма 1984. и Европском првенству 1983. и бронзану медаљу на Европском првенству 1991.
Целу клупску каријеру је провео у екипи Барселоне. Са њима је стигао три пута до финала Евролиге, два пута је освојио Куп победника купова, једном Куп Радивоја Кораћа, седам пута шпанско првенство и десет пута шпански куп.
Године 2008. је уврштен у 50 особа које су највише допринеле Евролиги.